# 南宋

南宋
宋

南宋及び金の地図

南宋（なんそう、1127年 - 1279年）は、中国の王朝の一つ。趙匡胤が建国した北宋が、女真族の金に華北を奪われた後、南遷して淮河以南の地に再興した政権。首都は臨安であった。
北宋と南宋とでは華北の失陥という大きな違いがあるが、それでも社会・経済・文化は継続性が強く、その間に明確な区分を設けることは難しい。そこで区分しやすい歴史・制度・国際関係などは北宋・南宋の各記事で解説し、区分しにくい分野を宋 (王朝)で解説することとする。

## 歴史

### 建国
靖康元年（1126年）、北宋最後の皇帝欽宗が金によって開封から北に連れ去られ（靖康の変）、北宋が滅亡した後、欽宗の弟の趙構（高宗）は南に移って、翌年の建炎元年（1127年）に南京（現在の商丘市）で即位し、宋を再興した。はじめ岳飛・韓世忠・張俊らの活躍によって金に強固に抵抗するが、秦檜が宰相に就任すると主戦論を抑えて金との和平工作を進めた。
和平論が優勢になる中で、高宗の支持を得た秦檜が完全に権力を掌握し、それまで岳飛などの軍閥の手に握られていた軍の指揮権を朝廷の下に取り戻した。紹興10年（1140年）には主戦論者の弾圧が始まり、特にその代表格であった岳飛は謀反の濡れ衣を着せられ処刑された。こうした犠牲を払うことにより、紹興12年（1142年）、宋と金の間で和議（紹興の和議）が成立し、淮河から大散関線が宋と金の国境線となり、政局が安定した。

### 孝宗の治世
秦檜の死後に金の第4代皇帝海陵王が南宋に侵攻を始めた。金軍は大軍であったが、采石磯の戦い（紹興31年/1161年）で勝利し、撃退した。海陵王は権力確立のため多数の者を粛清していたため、皇族の一人である完顔雍（世宗）が海陵王に対して反乱を起こすと、金の有力者達は続々と完顔雍の下に集まった。海陵王は軍中で殺され、代わって完顔雍が皇帝に即位し、宋との和平論に傾いた。同年、高宗は退位して太上皇となり、養子の趙眘（孝宗）が即位した。南宋と金は隆興2年（1164年）に和平を結んだ（隆興の和議、または乾道の和議とも言う）。
金の世宗、南宋の孝宗は共にその王朝の中で最高の名君とされる人物であり、偶然にも同時に2人の名君が南北に立ったことで平和が訪れた。
孝宗は無駄な官吏の削減、当時乱発気味であった会子（紙幣）の引き締め、農村の体力回復、江南経済の活性化など様々な改革に取り組み、南宋は繁栄を謳歌した。

### 韓侂冑時代
孝宗は淳熙16年（1189年）に退位して上皇となり、光宗が即位するが、光宗は父に似ず愚鈍であり、慈懿皇后の言いなりになっていた。この皇帝に不満を持った宰相趙汝愚・韓侂冑などにより光宗は退位させられた。韓侂冑はこの功績により権力の座に近づけると思っていたが、韓侂冑の人格を好まない趙汝愚たちは韓侂冑を遠ざけた。これに恨みを持った韓侂冑は趙汝愚たちの追い落とし運動を行い、慶元元年（1195年）、趙汝愚は宰相職から追われ、慶元3年（1197年）には趙汝愚に与した周必大・留正・王藺・朱熹・彭亀年ら59人が禁錮に処せられた。慶元4年（1198年）には朱熹の朱子学（当時は道学と呼ばれる）も偽学として弾圧された（慶元偽学の禁）。この一連の事件を慶元の党禁という。
韓侂冑はその後も10年ほど権力を保つが、後ろ盾になっていた恭淑皇后と慈懿皇太后が相次いで死去したことで権力にかげりが出てきた。おりしも金が更に北方のタタールなどの侵入に悩まされており、金が弱体化していると見た韓侂冑は、南宋の悲願である金打倒を成し遂げれば権力の座は不動であると考え、開禧2年（1206年）に北伐の軍を起こす（開禧の北伐）。
しかしこの北伐は失敗に終わる。実際に金は苦しんでいたが、それ以上に南宋軍の弱体化が顕著であった。開禧3年（1207年）、金は早期和平を望んで韓侂冑の首を要求した。それを聞いた礼部侍郎の史弥遠により韓侂冑は殺され、首は塩漬けにされて金に送られ、翌年の嘉定元年（1208年）に再び和議がもたれた（嘉定の和議）。

### モンゴルの脅威
韓侂冑を殺した史弥遠が今度は権力を握り、その後26年にわたって宰相の地位に就く。この時期に北のモンゴル高原にはモンゴル帝国が急速に勢力を拡大していた。史弥遠が死去した紹定6年（1233年）にモンゴルは金の首都開封を陥落させ、南に逃げた金の最後の皇帝哀宗を宋軍と協力して追い詰めて、端平元年（1234年）に金は滅びた。
その後、モンゴルは一旦北に引き上げ、その後を宋軍は北上して洛陽・開封を手に入れた。しかしこれはモンゴルとの和約違反となり、激怒したモンゴルは端平2年（1235年）に南進を開始する。この戦いにおいて孟珙がモンゴル軍相手に大活躍し嘉熙3年（1239年）に襄陽を南宋が奪還した。その後、しばらくは一進一退を繰り返すことになる。
やがて、開慶元年（1259年）に釣魚城の戦いが行なわれ、モンケ親征軍が出陣した。

### 滅亡へ
しかしモンケはこの遠征途中で病死する。このときにクビライが攻めていた鄂州に援軍にやってきた賈似道はこれを退却させた（この戦いでは賈似道とクビライとのあいだに密約があったと後にささやかれることになる）。
モンゴルを撃退した英雄として迎えられた賈似道は、その人気に乗って宰相になり、専権を奮う。賈似道は巧みな政治手腕を示し、公田法などの農政改革に努める一方で人気取りも忘れず、その後15年にわたって政権を握った。
しかしモンゴル平原でアリクブケを倒し、権力を掌握したクビライが再度侵攻を開始し、南宋が国力を総動員して国土防衛の拠点とした襄陽を、咸淳4年（1268年）から咸淳9年（1273年）までの5年間にわたる包囲戦（襄陽・樊城の戦い）で陥落させると、南宋にはもはや抵抗する力が無く、賈似道は周りの声に突き上げられてモンゴル戦に出発し、大敗した。
徳祐2年（1276年）、モンゴルのバヤンに臨安を占領されて、事実上宋は滅亡した。このとき、張世傑・陸秀夫ら一部の軍人と官僚は幼少の親王を連れ出して皇帝に擁立し、南走して徹底抗戦を続けた。祥興2年（1279年）に彼らは広州湾の崖山で元軍に撃滅され、これにより宋は完全に滅びた（崖山の戦い）。

## 政治
中央官制のみの記事になっているが、これ以外では北宋とさほど大きな違いは無いので、その他の事については北宋#政治を参照のこと。

### 官制
南宋の官制は北宋の元豊体制（元豊の改革を参照）を基本的に引き継いでいる。
元豊体制での宰相は尚書左僕射兼門下侍郎・尚書右僕射兼中書侍郎の2人で、徽宗代にこの2つを大宰・小宰と改名されたが、南宋になってから一時同中書門下平章事・参知政事が復活されたりし、最終的に孝宗の乾道8年（1172年）に左僕射を左丞相・右僕射を右丞相として2人の宰相とし、副宰相として参知政事を付けた。
南宋の官制というよりは、南宋の政治史の特徴として「独裁宰相」の時代が非常に長かったことが挙げられる。南宋初の秦檜・孝宗時代を挟んで韓侂冑・韓侂冑を殺した史弥遠・そして南宋末の賈似道である。この4人が政権を握っていた時代は南宋150年のうち70年近くにわたる。もっとも、南宋は北宋時代に引き続いて出身地や思想・学問上の対立などが絡んだ党派対立が激しく、こうした「独裁宰相」に対する悪評も反対派およびこれをもてはやす当時の民衆の感情に由来するところが大きく、また諌官・御史台系の言論を職務とする官僚（台諫・言官）の進言によって皇帝がしばしば人事や政策をひっくり返してきた宋代において、政敵の徹底的排除なくして政権を保つことができなかった実情も無視することはできない。南宋時代に長期政権を維持した他の宰相（王淮・史嵩之・丁大全など）にも類似の傾向をみることができる。
これ以外の点では元豊体制とほぼ変わらず、2人の丞相の下に来るのが実務機関たる六部（戸部・吏部・刑部・兵部・礼部・工部）である。ただ唐代には人事権が吏部の元に集約されていたが、宋では高級文武官の人事は中書と枢密院、特に中書の手に握られていたことが大きな違いである。
さらに言えば戸部・吏部・刑部の三者に比して兵部・礼部・工部の三者の重要性が著しく劣るということは特筆すべきことと思われる。兵部は枢密院が存続しているために実質的に取り扱うことは少なく、礼部・工部は元より重要性が低い。そのため例えば礼部尚書として他の戸部尚書などと同格として扱われているものの実質的にはその権能は限られたものであり、いわゆる「伴食大臣」となっていたのである。
一見すると「伴食大臣」を朝廷に置いておくことは無意味に思える。しかしこれら「伴食大臣」に実務能力は低いものの硬骨な人物を置いておき、いわばこれを「御意見番」として取り扱うことが朝廷のバランスを取る上で一定の意味があったと考えられるのである。

## 経済
宋 (王朝)#経済・金融を参照。

## 社会
宋 (王朝)#社会を参照。

## 文化
宋 (王朝)#文化を参照。

## 国際関係

### 概説
南宋の外交相手として最も重要なのは北宋を滅ぼし華北を支配した金、そしてその金を滅ぼし最後は南宋を滅ぼした元（モンゴル帝国）である。北宋時代に関係があった高麗や西夏などとは地理的に離れたことにより関係が薄くなる。逆に海上技術が進んだこと、平清盛の登場などにより日本との関係は盛んになる。
宋を従えた金は高麗・西夏・大理国なども従え東アジアの覇者となった。しかしその経済的地盤は弱く、宋からの歳貢が無ければその経済活動を支えきれず、その歳貢にしても宋からの輸入品に対する決済で使い果たされる状態であった。
宋と金とは約100年にわたって中国を二分していた。両国の間では金から宋に対しては馬・絹などが、宋から金に対しては銀・銅銭・陶磁器・香料・書画・書物などが交易でやり取りされた。ここで特筆すべきことがこの交易品目は北宋代に華北と江南でやり取りされていたものとほとんど同じであるということである。つまり北と南で治める国が異なるとはいえ、江南の物資が華北を支えるという中国の経済システムはほとんど変わりなく、さらに発展を遂げていたのである。その後の元、さらには明・清の経済システムも基本的にはこの延長線上にあるものである。

### 各国との関係

#### 金
靖康2年（建炎元年/1127年）、金軍は開封を包囲陥落させ、欽宗・徽宗以下官僚・皇族数千人を北へ連れ去り、開封には傀儡として宋の大臣張邦昌を皇帝に据え、楚と号させることにした（靖康の変）。
金軍が引き上げた後、張邦昌は今後の対応を哲宗の皇后であった孟氏の薦めにより、皇帝を退位し欽宗の弟の趙構を南京（現在の商丘市）にて帝位に迎えた（高宗）。紹興2年（1132年）に高宗は金の追撃を避けて杭州へと逃げ込み、ここを仮の首都として臨安と称した。
建炎4年（1130年）に金は粘没喝の主導の下、宋の地方知事であった劉豫を傀儡の皇帝に据え、斉と号させた。金と斉は宋を何度も攻撃するが、宋の側もある程度の体勢を整え、軍閥勢力を中心とした軍をもって金・斉軍に対抗したため膠着状態に陥った。ここで粘没喝の政敵である撻懶は方針を転換、捕らえていた秦檜を解放し、宋を滅ぼすのではなく有利な条件での和約を望むようになった。
撻懶の思惑通り秦檜は宋の朝廷で力を発揮し和平論を進め、紹興8年（1138年）に
1. 斉は解体し、その領土は宋のものとする。
2. 宋帝は金帝に対して臣礼をとる。
3. 宋から金に銀25万両・絹20万匹を歳貢として送る。

などの条件で和約が結ばれた。
その直後に撻懶が粘没喝らにより殺され、和約は一旦破棄され、金軍は再び宋を攻撃するが、岳飛らの奮闘により戦線は一進一退の様相を呈した。秦檜は早期の再びの和約を望んで岳飛ら軍閥勢力を押さえ込み、紹興11年（1141年）に絹5万匹の増額・「宋が金に対して臣節をとる」などの条件変更で再び和約が締結された（紹興の和議）。
銀絹25万という額は巨額に思えるが、宋の財政規模からいえばさほど大したものではない。それよりも金に対して臣とし、歳貢を送るとなっていることが重要である。遼に対しても弱い立場であった宋であったが遼に対して兄と一応上の名分を保持しており、遼に対して送る財貨も幣（対等な相手に対する贈り物の意）とされていた。ところが金に対しては臣として仕えねばならず、送る財貨も貢（主君に対する貢物の意）とされたことは名分を強く重んじる宋学的考えからは到底認めがたい物であり、南宋を通じて北伐論は止むことが無かった。
紹興19年（1149年）に金の第3代皇帝熙宗を殺して新たに帝位に就いた海陵王は紹興31年（1161年）に再び和約を破棄し、南宋へと侵攻した。しかし強引に金国内を統制していたため遠征を契機として反乱が続出し、最終的に海陵王は殺され、新たに世宗が擁立された。世宗は国内統制に忙しいため宋に対して
1. 国境は現状維持。
2. 金が君・宋が臣の関係から金を叔父・宋を甥の関係にする。
3. 歳貢を歳幣（中国語版）に改め、銀絹それぞれ5万の減額。

とかなり宋に譲歩した和約を結んだ（乾道和約）。
宋の孝宗・金の世宗の2人の名君の下で両国の間は平和な時代を迎えたが、北方でモンゴルの動向が激しくなり、金はモンゴルの侵攻に苦しむようになる。寧宗時期で専権を振るった韓侂冑は金の窮状を好機と捉え、開禧2年（1206年）に北伐を開始する（開禧用兵）。しかしこの出兵は失敗に終わり、韓侂冑の首、歳幣の銀・絹それぞれ10万の増額、賠償金300万などの条件で和約が結ばれた。
宋軍の侵攻は退けたもののモンゴルではチンギス・カンが登場し、その攻撃は年々強力になっていた。モンゴルの侵攻の中で金の下から契丹人が離反、嘉定7年（1214年）に金の朝廷は攻撃を避けて開封へと遷都する。宋は弱体化した金に対する歳幣を停止し、金は宋を攻撃するが、これを撃退した。
追い詰められた金に対してモンゴルは宋に共同戦線を持ちかけてきた。宋朝廷ではかつて金と結んで遼を滅ぼし、自らも滅ぼされた海上の盟のことを思い出せとの慎重論もあったが、主戦論が大勢を占め、金への攻撃が決定された。そして端平元年（1234年）、金の最後の皇帝哀宗は自殺し、金は完全に滅亡した。

### モンゴル・元
金が滅ぼされるとその領土は蔡州と陳州とを結ぶ線を国境とし、東南を宋が西北をモンゴルが取る約束であったが、宋朝廷はこの機会に開封を回復したいと望んで、盟約を反故にした。
背信に怒ったモンゴル皇帝オゴデイは宋に対する攻撃を行い、四川の大半を陥落させるが、宋側も抵抗し、戦線は膠着した。更に淳祐元年（1241年）にオゴデイが崩御し、その後継を巡ってグユクとモンケの間で争いが起こり、最終的に淳祐11年（1251年）にモンケが反対派を粛清して国内を治めた。
国内を安定させたモンケは弟のクビライに対して大理国の征伐を命じ、クビライはこれに応えて宝祐元年（1253年）に征服を完了。モンケ自身も宝祐6年（1258年）に親征し、クビライ・ウリヤンカダイを別働軍として三方向から宋を攻める大戦略に出た。
しかし開慶元年（1259年）にモンケが崩御。後継を巡ってクビライと末弟のアリクブケの間で争いとなり、景定5年（1264年）にアリクブケが降伏してクビライが勝利。その後しばらくはクビライは国内統制に力を取られるが、咸淳3年（1267年）になって宋に対する再侵攻を開始。宋も抵抗を続けるが、徳祐2年（1276年）に臨安を占領され、さらに祥興2年（1279年）に最後の皇帝衛王も入水自殺し、宋は完全に滅亡した。南宋の皇族は大都に送られ、丁重に扱われたが、一部の遺臣は陳朝に亡命した。

### 日本
日宋貿易も参照
長い間、宋が能動的・日本が受動的で進められていた日宋貿易であったが、日本国内の経済的発展により、貴族たちの物質的豊かさに対する欲求は増加し、朝廷・大宰府による貿易統制は徐々に崩れていった。その流れは平氏政権の成立とともにさらに加速し、平清盛は日宋貿易を国の財政の根幹とするべく一時福原京に遷都した。
一方、宋側の態度は北宋時代と同じく民間交易は認め、それに課税して収入とするというものである。
交易される物品は宋から日本へは絹・陶磁器・薬品・書物・経典・銅銭など、日本から宋へは金・銀・真珠・硫黄・工芸品などである。
航海技術に不安のあった日本商船は最初は高麗へ訪れ、経験を積んだ後に南宋へと訪れていった。日本船が宋の記録に初めて現れるのが紹興15年（久安元年/1145年）に「日本商人男女19人が温州に漂着した」）というのが最初で、南宋末までに10数例がある。ただしこれは記録に残すような特別な事例がこれだけということであって、実際の数はこれよりもはるかに多かったと推察される。
平氏政権が倒れ、鎌倉幕府が成立すると民間による交易は認めるが、清盛のように自ら交易に乗り出すことは無くなり、不干渉の態度を取った。そのため民間交易は一層進展し、源実朝は宋の僧侶の話を聞いて宋へと渡ることを企図したといい、当時宋へと渡ることの危険性がかなり減少していたことをうかがわせる。また、鎌倉幕府も御分唐船という直営の交易船を出すようになったと言われているが、詳細については不明である。
鎌倉時代の中期頃になると幕府は海外交易に対して次第に統制をかけるようになり、建長6年（1254年/南宋宝祐2年）に唐船は5隻までそれ以上は破却せよという命令を出している。その命令の前後より宋はモンケの親征（1253年 - 1259年）を受けた。
咸淳2年（1266年/元至元3年/日本文永3年）には元から日本へ使節が送られているが、その主な目的は日本と南宋との繋がりを絶って、南宋攻略への足がかりにすることにあったと考えられる。さらにクビライの親征（1268年 - 1279年）に代わって、祥興2年（1279年/元至元16年/日本弘安2年）の崖山の戦いでついに滅亡した。
宋が滅んだ後、元寇などがあって日本と元政府との間は緊張状態にあったが、民間交易はなおもって盛んであり、日宋貿易は基本的に日元貿易へと引き継がれた。

## 南宋の皇帝と元号
北宋では太祖の子孫ではなく、その弟である太宗の子孫が帝位を継承していたが、高宗には子がなく兄弟も金へ連行されていたため、太祖の次男趙徳芳の子孫である趙伯琮が養子となって帝位を継ぎ、帝位が太祖の系統へと移動している。

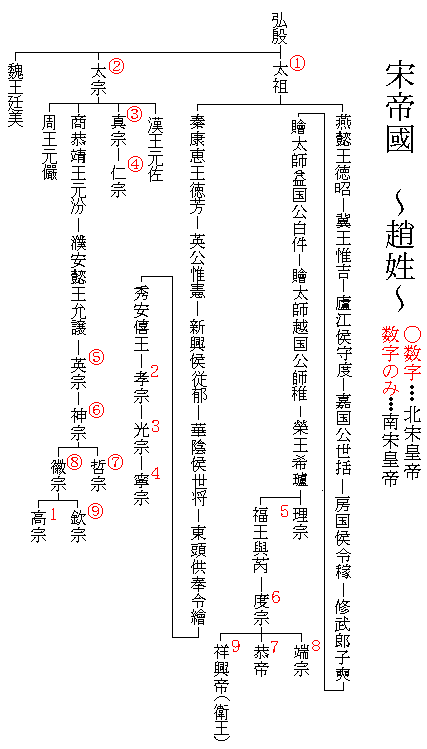
宋帝国系図

1. 高宗 1127年-1162年
  1. 建炎 1127年-1130年
  2. 紹興 1131年-1162年
2. 孝宗 1162年-1189年
  1. 隆興 1163年-1164年
  2. 乾道 1165年-1173年
  3. 淳熙 1174年-1189年
3. 光宗 1189年-1194年
  1. 紹熙 1190年-1194年
4. 寧宗 1194年-1224年
  1. 慶元 1195年-1200年
  2. 嘉泰 1201年-1204年
  3. 開禧 1205年-1207年
  4. 嘉定 1208年-1224年
5. 理宗 1224年-1264年
  1. 宝慶 1225年-1227年
  2. 紹定 1228年-1233年
  3. 端平 1234年-1236年
  4. 嘉熙 1237年-1240年
  5. 淳祐 1241年-1252年
  6. 宝祐 1253年-1258年
  7. 開慶 1259年
  8. 景定 1260年-1264年
6. 度宗 1264年-1274年
  1. 咸淳 1265年-1274年
7. 恭帝 1274年-1276年
  1. 徳祐 1275年-1276年
8. 端宗 1276年-1278年
  1. 景炎 1276年-1278年
9. 衛王 1278年-1279年
  1. 祥興 1278年-1279年

## 年表
| 年   | 皇帝 | 元号 | 元号 | 国内 | 国外 |
| ---- | ---- | ---- | ---- | --- | --- |
| 1127 | 高宗 | 建炎 | 元   | （宋）（金）靖康の変。北宋滅ぶ。徽宗・欽宗、北方に連れ去られ、張邦昌が金により楚皇帝に立てられる。趙構、南京で即位する（高宗）。                                                 | （宋）（金）靖康の変。北宋滅ぶ。徽宗・欽宗、北方に連れ去られ、張邦昌が金により楚皇帝に立てられる。趙構、南京で即位する（高宗）。                                                 |
| 1129 | 高宗 | 建炎 | 3    | （宋）（金）杭州を臨安府に昇格させて行在とする。金軍、杭州を陥れる。 | （宋）（金）杭州を臨安府に昇格させて行在とする。金軍、杭州を陥れる。 |
| 1130 | 高宗 | 建炎 | 4    | （宋）（金）高宗、金の攻撃を避けて温州へ逃れる。劉豫が金により斉皇帝に立てられる。秦檜、帰還して礼部尚書とされる。                                                               | （宋）（金）高宗、金の攻撃を避けて温州へ逃れる。劉豫が金により斉皇帝に立てられる。秦檜、帰還して礼部尚書とされる。                                                               |
| 1131 | 高宗 | 紹興 | 元   | 秦檜、宰相となる。 | |
| 1132 | 高宗 | 紹興 | 2    | 高宗、臨安へ帰還する。 | （遼）遼の皇族耶律大石が西遼を建国。 |
| 1135 | 高宗 | 紹興 | 5    | 徽宗、北方の地で死去する。 | （金）太宗崩御し、熙宗立つ。 |
| 1137 | 高宗 | 紹興 | 7    | | （金）金が斉を廃して直接支配に切り替える。 |
| 1138 | 高宗 | 紹興 | 8    | 正式に臨安が都となる。 | |
| 1142 | 高宗 | 紹興 | 12   | （宋）（金）宋と金で和約がなる（紹興和約）。 | （宋）（金）宋と金で和約がなる（紹興和約）。 |
| 1149 | 高宗 | 紹興 | 19   | | （金）熙宗を弑逆して海陵王が帝位に就く。 |
| 1153 | 高宗 | 紹興 | 23   | | （金）会寧府から燕京へと遷都する。 |
| 1155 | 高宗 | 紹興 | 25   | 秦檜、死去。 | |
| 1156 | 高宗 | 紹興 | 26   | | （日本）保元の乱。 |
| 1159 | 高宗 | 紹興 | 29   | | （日本）平治の乱。 |
| 1161 | 高宗 | 紹興 | 31   | （宋）（金）海陵王、親征して南宋を征服せんとするが、国内に反乱頻発し、部下により暗殺される。代わって世宗が立つ。（宋）高宗、退位して上皇となり、孝宗が立つ。会子の発行を始める。 | （宋）（金）海陵王、親征して南宋を征服せんとするが、国内に反乱頻発し、部下により暗殺される。代わって世宗が立つ。（宋）高宗、退位して上皇となり、孝宗が立つ。会子の発行を始める。 |
| 1163 | 孝宗 | 隆興 | 元   | （宋）（金）淮北へ進撃した宋軍が金軍に大敗する。 | （宋）（金）淮北へ進撃した宋軍が金軍に大敗する。 |
| 1165 | 孝宗 | 乾道 | 元   | （宋）（金）宋と金で和約がなる（乾道和約）。 | （宋）（金）宋と金で和約がなる（乾道和約）。 |
| 1167 | 孝宗 | 乾道 | 3    | | （日本）平清盛、太政大臣となる。 |
| 1168 | 孝宗 | 乾道 | 4    | | （日本）僧栄西が入宋。 |
| 1172 | 孝宗 | 乾道 | 8    | （宋）（日本）孝宗、明州知州を通じて後白河法皇と平清盛に国書と贈り物を送る（日宋貿易）。                                                                                         | （宋）（日本）孝宗、明州知州を通じて後白河法皇と平清盛に国書と贈り物を送る（日宋貿易）。                                                                                         |
| 1174 | 孝宗 | 淳熙 | 元   | 交趾の李天祚を安南国王に冊封する。 | |
| 1175 | 孝宗 | 淳熙 | 2    | 朱熹と陸九淵の鵞湖の会がもたれる。 | |
| 1185 | 孝宗 | 淳熙 | 12   | | （日本）平氏滅亡。鎌倉幕府の成立。 |
| 1189 | 孝宗 | 淳熙 | 16   | 孝宗、退位して上皇となる。光宗が立つ。 | |
| 1192 | 光宗 | 紹熙 | 3    | | （日本）源頼朝、征夷大将軍となる。 |
| 1194 | 光宗 | 紹熙 | 5    | 光宗、趙汝愚・韓侂冑らにより退位させられ寧宗が立つ。 | （金）黄河が氾濫して水路が二股に分かれる。 |
| 1195 | 寧宗 | 慶元 | 元   | 韓侂冑、趙汝愚・朱熹らの一派を偽学の党に追い込んで弾圧する（慶元党禁）。 | |
| 1200 | 寧宗 | 慶元 | 6    | 朱熹、死去。 | |
| 1204 | 寧宗 | 嘉泰 | 4    | 岳飛、鄂王に追封される。 | |
| 1206 | 寧宗 | 開禧 | 2    | （宋）（金）韓侂冑の主導により北伐が実行される（開禧用兵）。（モンゴル）テムジンがチンギス・カンとなる。                                                                         | （宋）（金）韓侂冑の主導により北伐が実行される（開禧用兵）。（モンゴル）テムジンがチンギス・カンとなる。                                                                         |
| 1207 | 寧宗 | 開禧 | 3    | 韓侂冑、史弥遠により殺される。 | |
| 1208 | 寧宗 | 嘉定 | 元   | （宋）（金）和約を結び直す（嘉定和約）。（宋）史弥遠、宰相となる。 | （宋）（金）和約を結び直す（嘉定和約）。（宋）史弥遠、宰相となる。 |
| 1209 | 寧宗 | 嘉定 | 2    | 偽学の党に対する禁令が解ける。 | |
| 1211 | 寧宗 | 嘉定 | 4    | | （金）（モンゴル）モンゴル、金を攻撃。契丹の耶律留哥、金に反旗を翻す。 |
| 1214 | 寧宗 | 嘉定 | 7    | （宋）（金）（モンゴル）宋、金に送る歳幣を停止する。金、モンゴルの脅威を避けて中都から開封へと遷都。                                                                             | （宋）（金）（モンゴル）宋、金に送る歳幣を停止する。金、モンゴルの脅威を避けて中都から開封へと遷都。                                                                             |
| 1215 | 寧宗 | 嘉定 | 8    | | （金）（モンゴル）モンゴル、中都を陥落させる。 |
| 1217 | 寧宗 | 嘉定 | 10   | （宋）（金）金、歳幣支給の停止を口実に宋への侵攻を始める。 | （宋）（金）金、歳幣支給の停止を口実に宋への侵攻を始める。 |
| 1218 | 寧宗 | 嘉定 | 11   | （宋）（金）山東軍閥の李全、宋に帰順する。 | （宋）（金）山東軍閥の李全、宋に帰順する。 |
| 1221 | 寧宗 | 嘉定 | 14   | 臨安の岳王廟が建てられる。 | （日本）承久の乱。 |
| 1223 | 寧宗 | 嘉定 | 16   | | （日本）僧道元が入宋。 |
| 1224 | 寧宗 | 嘉定 | 17   | 寧宗崩御。理宗が立つ。 | |
| 1227 | 理宗 | 宝慶 | 3    | （宋）（モンゴル）李全、宋を裏切ってモンゴルに投降する。モンゴルの攻撃により西夏滅ぶ。チンギス崩御。オゴデイ立つ。                                                               | （宋）（モンゴル）李全、宋を裏切ってモンゴルに投降する。モンゴルの攻撃により西夏滅ぶ。チンギス崩御。オゴデイ立つ。                                                               |
| 1231 | 理宗 | 紹定 | 4    | （宋）（金）（モンゴル）揚州を攻めた李全が敗死。金攻略に乗り出したモンゴル軍が宋の境内を経由して河南へ進撃する。                                                                 | （宋）（金）（モンゴル）揚州を攻めた李全が敗死。金攻略に乗り出したモンゴル軍が宋の境内を経由して河南へ進撃する。                                                                 |
| 1233 | 理宗 | 紹定 | 6    | 史弥遠、死去。理宗、親政を始める（端平更化）。 | （金）（モンゴル）モンゴル、開封を陥落。金の哀宗は蔡州へ逃げる。 |
| 1234 | 理宗 | 端平 | 元   | （宋）（金）（モンゴル）宋・モンゴル、蔡州を挟撃して陥落。哀宗の自決により金滅亡。宋、開封・洛陽を回復するが、モンゴルに奪い返される（端平入洛）。                               | （宋）（金）（モンゴル）宋・モンゴル、蔡州を挟撃して陥落。哀宗の自決により金滅亡。宋、開封・洛陽を回復するが、モンゴルに奪い返される（端平入洛）。                               |
| 1235 | 理宗 | 端平 | 2    | （宋）（モンゴル）モンゴルの大軍が宋に侵攻する。 | （宋）（モンゴル）モンゴルの大軍が宋に侵攻する。 |
| 1239 | 理宗 | 嘉熙 | 3    | （宋）（モンゴル）宋、モンゴルの攻勢を撃退させ、長江中流域にわたって防御線を構築する。                                                                                           | （宋）（モンゴル）宋、モンゴルの攻勢を撃退させ、長江中流域にわたって防御線を構築する。                                                                                           |
| 1241 | 理宗 | 淳祐 | 元   | 朱熹、孔子廟に従祀されることで朱子学が儒学の正統となる。 | （モンゴル）オゴデイ崩御。グユクが立つが、その継承を巡ってモンゴル国内は争いとなる。                                                                                             |
| 1247 | 理宗 | 淳祐 | 7    | | （日本）宝治合戦。 |
| 1251 | 理宗 | 淳祐 | 11   | | （モンゴル）後継争いを収めてモンケが立つ。 |
| 1252 | 理宗 | 淳祐 | 12   | （宋）（モンゴル）宋、四川に侵入したモンゴル軍を阻止する。 | （宋）（モンゴル）宋、四川に侵入したモンゴル軍を阻止する。 |
| 1254 | 理宗 | 宝祐 | 2    | | （モンゴル）クビライ、大理国を滅ぼして雲南が平定される。 |
| 1257 | 理宗 | 宝祐 | 5    | | （モンゴル）ウリヤンカダイ、安南を攻めて服属させる。 |
| 1258 | 理宗 | 宝祐 | 6    | （宋）（モンゴル）モンケ、伐宋戦のために出征。モンゴル軍は四方に分かれて攻める。                                                                                                 | （宋）（モンゴル）モンケ、伐宋戦のために出征。モンゴル軍は四方に分かれて攻める。                                                                                                 |
| 1259 | 理宗 | 開慶 | 元   | （宋）（モンゴル）宋攻撃中にモンケが崩御。モンゴル軍は引き上げてクビライとアリクブケの継承争いとなる。                                                                           | （宋）（モンゴル）宋攻撃中にモンケが崩御。モンゴル軍は引き上げてクビライとアリクブケの継承争いとなる。                                                                           |
| 1260 | 理宗 | 景定 | 元   | 賈似道、右丞相に起用され朝廷の全権を掌握する。 | |
| 1263 | 理宗 | 景定 | 4    | 賈似道により公田法が行われる。 | |
| 1264 | 理宗 | 景定 | 5    | 理宗崩御。度宗が立つ。 | （モンゴル）クビライ、アリクブケを降し、正式にモンゴル皇帝となる。 |
| 1267 | 度宗 | 咸淳 | 3    | （宋）（モンゴル）モンゴル軍が南下し、再び南宋攻略に乗り出す。 | （宋）（モンゴル）モンゴル軍が南下し、再び南宋攻略に乗り出す。 |
| 1271 | 度宗 | 咸淳 | 7    | | （モンゴル）国号を大元に改める。 |
| 1273 | 度宗 | 咸淳 | 9    | （宋）（元）襄陽・樊城の陥落。宋の対モンゴル防御線が瓦解される。 | （宋）（元）襄陽・樊城の陥落。宋の対モンゴル防御線が瓦解される。 |
| 1274 | 度宗 | 咸淳 | 10   | 度宗崩御。恭帝が立つ。 | （元）（日本）文永の役。 |
| 1275 | 恭帝 | 徳祐 | 元   | 賈似道、対モンゴル戦の敗北で失脚して殺される。 | |
| 1276 | 恭帝 | 徳祐 | 2    | （宋）（元）臨安陥落。恭帝が降伏し宋事実上の滅亡。一部の宋残党により端宗が擁立される。                                                                                           | （宋）（元）臨安陥落。恭帝が降伏し宋事実上の滅亡。一部の宋残党により端宗が擁立される。                                                                                           |
| 1278 | 端宗 | 景炎 | 3    | （宋）（元）端宗崩御。衛王が擁立される。 | （宋）（元）端宗崩御。衛王が擁立される。 |
| 1279 | 衛王 | 祥興 | 2    | （宋）（元）衛王入水。宋完全滅亡。 | （宋）（元）衛王入水。宋完全滅亡。 |

### 全般・通史
- 『世界歴史大系・中国史3』（梅原郁他、山川出版社、1997年 ISBN 4634461706）
- 『五代と宋の興亡』（周藤吉之・中島敏、講談社学術文庫、2004年 ISBN 4061596799）
- 「南宋政治史概説」（宮崎市定、『支那地理歴史体系』4、白揚社、1941年）、『アジア史研究』2・全集の10に所収。
- 『世界の歴史6　東アジア世界の変貌』（堀敏一他、筑摩書房、1961年）
- 『図説 中国の歴史　宋王朝と新文化』（梅原郁、1977年、講談社）
- 『民族の世界史5　漢民族と中国社会』（斯波義信他、山川出版社、1983年、ISBN 4634440504）
- 『中国の歴史07・中国思想と宗教の奔流』（小島毅、講談社、2005年 ISBN 4062740575）

### 論集
- 『岩波講座・世界歴史9 内陸アジア世界の展開1、東アジア世界の展開1』（佐伯富他、岩波書店、1970年）
- 『東洋史学論集-宋代史研究とその周辺-』（中島敏、汲古書院、1988年）
- 『戦後日本の中国史論争』、谷川道雄編、河合文化教育研究所、1993年、ISBN 487999989X）

### 政治
- 宮崎市定
  1. 『宮崎市定全集10』（岩波書店、ISBN 4000916807）
    1. 1963年「宋代官制序説」（佐伯富編『宋史職官志索引』、東洋史研究会）
- 日中民族科学研究所
  1. 『中国歴代職官事典』（国書刊行会、1980年）

### 国際関係
- 木宮泰彦
  1. 1955年『日華文化交流史』（冨山房）
    - 『日支交通史』として1940年に発表されたものの改訂版。
- 外山軍治
  1. 1963年『金朝史研究』（同朋舎）
- 森克己
  1. 1948年-a『日宋貿易の研究』（国立書院、ISBN 9784585032007）
    - -b『続日宋貿易の研究』
    - -c『続々日宋貿易の研究』

  2. 1950年『日宋文化交流の諸問題』（刀江書院）

  - 以上4冊は『森克己著作選集』（国書刊行会）1-4巻として1975年8月に発行。